# Landesverband Landeskirchlicher Gemeinschaften Sachsen

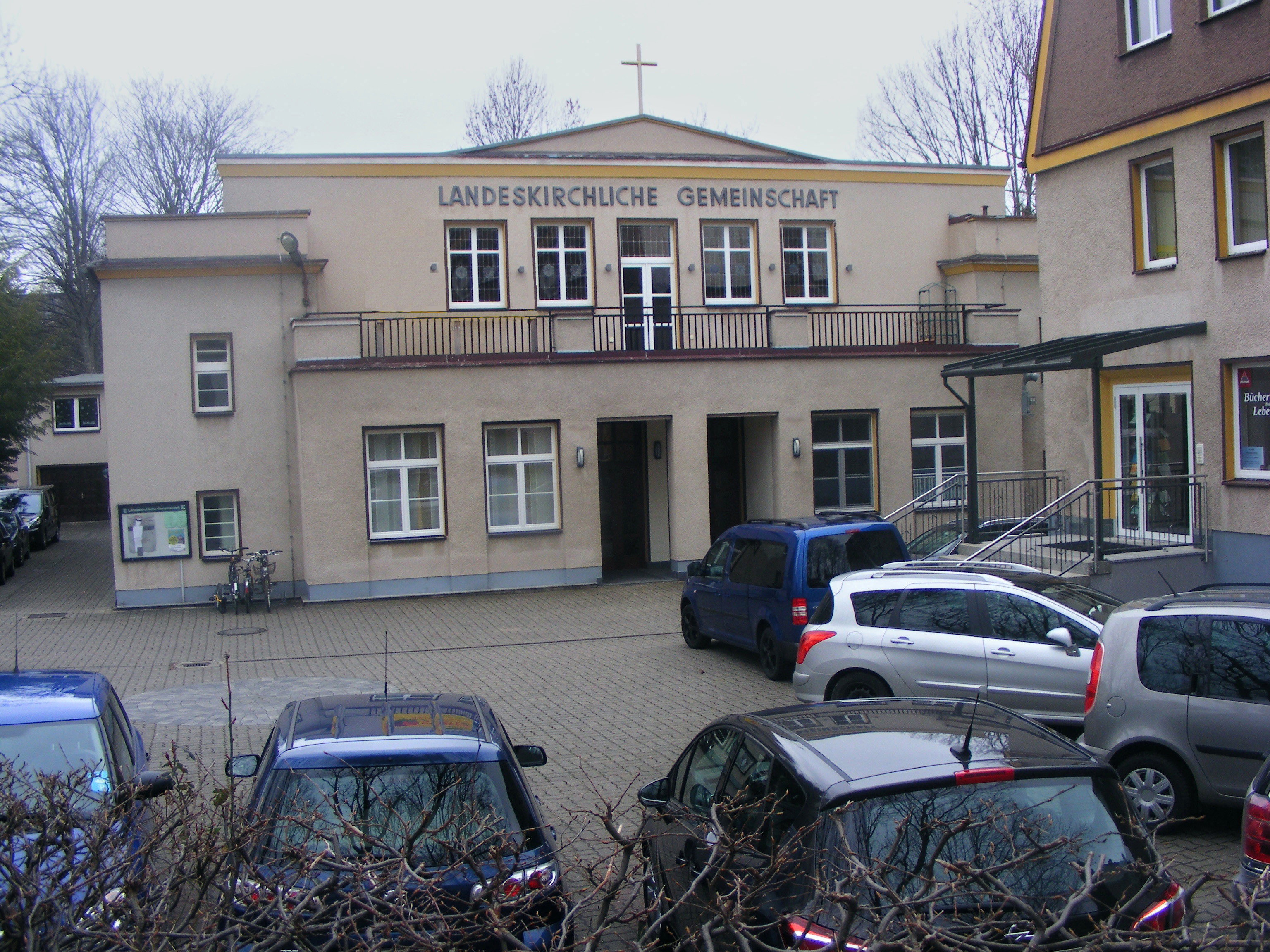
Gemeinschaftshaus in Chemnitz, Sitz des Landesverbandes Landeskirchlicher Gemeinschaften in Sachsen

Der Landesverband Landeskirchlicher Gemeinschaften Sachsen ist ein Teil des Evangelischen Gnadauer Gemeinschaftsverbandes und erstreckt sich über Sachsen und einige Teile Ostthüringens in den Landkreisen Greiz und Altenburg. 

## Arbeitsgebiete
Die Arbeitsgebiete gliedern sich in den Evangelisationsdienst, in den EC-Jugendverband, die Arbeit in der mittleren Generation, die Senioren- und die Frauenarbeit. Das Herzstück der Gemeinschaftsarbeit ist dabei die Bibelstunde. Weitere Arbeitszweige sind der Gesangs- und der Saitenspieldienst sowie der Posaunenbund und der Behindertendienst. Die Grundlage für alle Arbeitszweige ist die Bibel. Auch die Blaukreuz-Arbeit (in der DDR-Zeit AGAS. Arbeitsgemeinschaft zur Abwehr der Suchtgefahren) gehört zu den Aufgaben der Landeskirchlichen Gemeinschaft. Zum Verband gehören 2000 ehren- und 85 hauptamtliche Mitarbeiter.

## Geschichte
Die Wurzeln der Landeskirchlichen Gemeinschaften gehen auf Martin Luther und Philipp Jacob Spener  zurück, der die Bildung von Hauskreisen anregte, um sich dort neben dem kirchlichen Gottesdienst intensiv mit dem Wort der Bibel zu beschäftigen. Hier konnte jeder Christ seine Erkenntnisse und Erfahrungen mit einbringen. Spener ist auch als Vater des Pietismus bekannt.  
Der sächsische Gemeinschaftsverband wurde am 27. Dezember 1899 in Chemnitz gegründet. Der Gründung gingen sowohl Gnadauer Konferenzen, genannt nach dem Ort der ersten Begegnung, als auch sächsischen Treffen, bekannt auch als die „Weinhachtskonferenzen“, voraus. Entscheidende Impulse kamen auch vom Evangelischen Reichsbrüderbund, zu dessen Gründern auch Johannes Seitz gehörte, von der Inneren Mission und der Herrnhuter Brüdergemeine.  
Heute arbeitet der Verband an 386 Orten in Mitteldeutschland.

## Gliederung

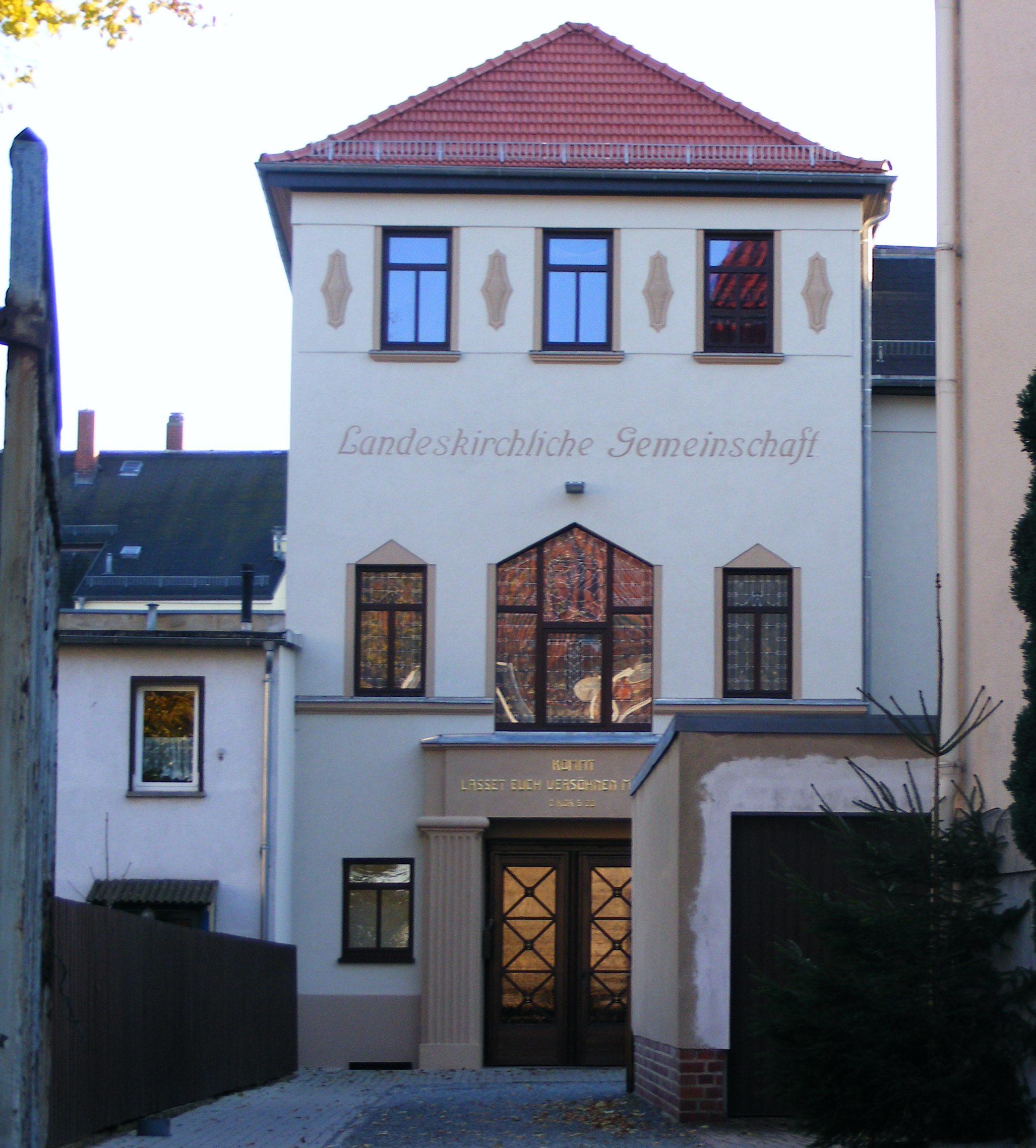
Gemeinschaftshaus in Werdau

Der Verband teilt sich in drei Regionen (West, Mitte und Nordost) sowie 32 Gemeinschaftsbezirke und 405 Ortsgemeinschaften auf und erreicht jede Woche rund 9.000 Personen. Die meisten Ortsgemeinschaften gibt es dabei im Erzgebirge und dessen Vorland. Der Hauptsitz des Verbandes ist im Gemeinschaftshaus der Landeskirchlichen Gemeinschaft in Chemnitz. Außerdem gehören zum Verband vier Freizeit- und Erholungsheime.
| Sächsischer Gemeinschaftsverband | Sächsischer Gemeinschaftsverband | Sächsischer Gemeinschaftsverband | Sächsischer Gemeinschaftsverband | Sächsischer Gemeinschaftsverband | Sächsischer Gemeinschaftsverband |
| Region West                      | Region West                      | Region Mitte                     | Region Mitte                     | Region Nord - Ost                | Region Nord - Ost                |
| -------------------------------- | -------------------------------- | -------------------------------- | -------------------------------- | -------------------------------- | -------------------------------- |
| Bezirk                           | Ortsgemeinschaften               | Bezirk                           | Ortsgemeinschaften               | Bezirk                           | Ortsgemeinschaften               |
| Zeulenroda                       | 7                                | Stollberg                        | 13                               | Leipzig                          | 6                                |
| Plauen                           | 8                                | Thum                             | 14                               | Wurzen                           | 4                                |
| Klingenthal                      | 9                                | Annaberg                         | 22                               | Döbeln                           | 11                               |
| Lengenfeld                       | 9                                | Pockau                           | 24                               | Riesa                            | 14                               |
| Reichenbach i.V.                 | 13                               | Zschopau                         | 11                               | Dresden                          | 13                               |
| Auerbach i.V.                    | 15                               | Chemnitz / Stadt                 | 8                                | Pirna                            | 8                                |
| Lauter                           | 16                               | Chemnitz / Land                  | 17                               | Kamenz                           | 8                                |
| Aue                              | 17                               | Rochlitz                         | 12                               | Bautzen                          | 16                               |
| Werdau                           | 14                               | Freiberg                         | 9                                | Görlitz                          | 6                                |
| Zwickau                          | 18                               |                                  |                                  | Ebersbach                        | 1                                |
| Glauchau                         | 12                               |                                  |                                  | Zittau                           | 8                                |
| Mülsengrund                      | 3                                |                                  |                                  |                                  |                                  |
| Gesamt:                          | 141                              | Gesamt:                          | 130                              | Gesamt:                          | 97                               |